# Bojonegoro
Bojonegoro é uma localidade da Indonésia, ao leste da ilha de Java. Bojonegoro está localizada na parte norte da ilha de Java, nas margens do rio Bengawan Solo, o maior rio de Java.
Anteriormente conhecida como grande produtora de tectona e tabaco, Bojonegoro é agora também conhecida pela exploração de petróleo.